# Philenora aspectatella
Philenora aspectatella là một loài bướm đêm thuộc phân họ Arctiinae, họ Erebidae.